# Cyathea pallescens
Cyathea pallescens är en ormbunkeart som först beskrevs av Sod., och fick sitt nu gällande namn av Karel Domin. Cyathea pallescens ingår i släktet Cyathea och familjen Cyatheaceae. Inga underarter finns listade.